# Национални парк Подији
Национални парк Подији (чеш. Národní park Podyjí) је национални парк који се налази у Јужноморавском крају, округу Знојмо у Чешкој. У његовој непосредној близини налази се аустријски Национални парк Тајатал, на самој граници између две државе. Подији је један од четири националних паркова у Чешкој и у њему се штите шуме дуж долине реке Таје. Добро очувано стање биома парка се наводи као јединствено у централној Европи.
Парк заузима површину од 63 km², док зона строге заштите покрива 24 km². Формални је проглашен националним парком 1. јула 1992. године, наредном бр. 164/1991, Владе Чешке Републике. Светска организација за проучавање птица BirdLife International уврстила је овај парк у заштићено станиште, због великог броја птица које настањују ово подручје.

## Географија
Надморска висина у парку варира од 207 м до 536 m, у највишим деловима. Њена станишта укључују шуме, пашњаке, обрадиво земљиште, грмље, стеновита подручја и мочваре које се налазе у унутрашњем делу парка.
Река Таја протиче дужином од 40 km кроз парк, у шумској долини унутар Бохемијско—моравске висоравни. Дубина речне долине износи 220 м. Земљиште у парку се може користити ради очувања природе и истраживања, као и за шумарство и пољопривреду, у границама.
У парку се налазе остаци двораца као што су Нови Храдек, Храдески и дворца Вранов.

## Флора и фауна
У оквиру националног парка налази се 77 врста биљака, које укључују врсте храста (граб, буква и јова). Неке од вишегодишњих цветних врста су циклама, дивизме и Pulsatilla vulgaris. У непосредној близини реке налазе се врбе и грмови. У парку је пописано осамнаест врста орхидеја.
Парк настањује 152 врсте птица. Неке од пописаних врста су сеоски детлић и пиргаста грмуша.
У парку је настањено и 65 врста сисара. Постоји седам врста гмизаваца, укључујући змију Dendrelaphis punctulata и зелембаћа.

## Виноградарство
У оквиру националног парка налази се Шобез, најстарији и најпознатији виноград у Чешкој. Године 2014, компанија Зновин Знојмо која поседује 70% винограда у Шобезу поднела је захтев Унеску да уврсте Шобез у светску баштину.

## Галерија
- Поглед са врха замка Нови Храдек
- Остаци Новог Храдека
- Пут кроз парк у близини Шобеза
- Шумски предео уз реку Тају

- Виногради у оквиру парка
- Парк у јесен
- Стаза до двораца